# Evergreen (hrabstwo Langlade)
Evergreen – miasto w Stanach Zjednoczonych, w stanie Wisconsin, w hrabstwie Langlade.